# Nosiv, Pidhaiți
Nosiv (în ucraineană Носів) este o comună în raionul Pidhaiți, regiunea Ternopil, Ucraina, formată numai din satul de reședință.

## Demografie
Componența lingvistică a comunei Nosiv
     Ucraineană (99,13%)
     Alte limbi (0,72%)
Conform recensământului din 2001, majoritatea populației comunei Nosiv era vorbitoare de ucraineană (99,13%), existând în minoritate și vorbitori de alte limbi.